# Summerhaven (Arizona)
Summerhaven es un lugar designado por el censo ubicado en el condado de Pima en el estado estadounidense de Arizona. En el Censo de 2010 tenía una población de 40 habitantes y una densidad poblacional de 3,4 personas por km².

## Geografía
Summerhaven se encuentra ubicado en las coordenadas 32°26′30″N 110°46′36″O / 32.44167, -110.77667. Según la Oficina del Censo de los Estados Unidos, Summerhaven tiene una superficie total de 11.75 km², de la cual 11.75 km² corresponden a tierra firme y (0%) 0 km² es agua.

## Demografía
Según el censo de 2010, había 40 personas residiendo en Summerhaven. La densidad de población era de 3,4 hab./km². De los 40 habitantes, Summerhaven estaba compuesto por el 75% blancos, el 0% eran afroamericanos, el 15% eran amerindios, el 10% eran asiáticos, el 0% eran isleños del Pacífico, el 0% eran de otras razas y el 0% pertenecían a dos o más razas. Del total de la población el 5% eran hispanos o latinos de cualquier raza.